# Хэл-Дэги
Хэл-Дэги — пресноводное озеро ледникового происхождения в Охотском муниципальном округе Хабаровского края, расположено в горной труднодоступной местности на севере края, на юго-восточной окраине Верхоянской горной страны (хребет Сунтар-Хаята) в области её контакта с Колымским нагорьем. Входит в озёрно-речную систему Хэл-Дэги, состоящую из 40 озёр разного размера.

## Общие сведения
Площадь 9,8 км². Площадь водосборного бассейна — 238 км². Высота над уровнем моря — 953 м. Протяжённость озера 5,5 км, наибольшая ширина — 1,5 км. Средняя глубина составляет 20 м, максимальная — 28 м.

## Описание
Хэл-Дэги было исследовано биологами В.В. Волобуевым и А.Ю. Рогатных в сентябре 1982 г.
Озеро имеет лопастную форуму в виде буквы «У». Два небольших острова на северо-западе и востоке. Расстояние до ближайшего населённого пункта (фактория Усчан) — 96 км, расстояние до Охотска (райцентр) — 293 км. Берега озера приглубые, с каменистым пляжем. Склоны гор вплотную подходят к берегу (гора Хадды, 1178 м и гора Хэл, 1474 м). Дно галечно-песчаное, местами илистое. Вода в озере прозрачная, светло-жёлтая. Замерзает в середине октября, полностью лёд исчезает к середине июня.
На юге вытекает река Иня (Нонна), принадлежит бассейну Охотского моря. Впадает несколько ручьёв, а также реки Правая и Левая Хадды. Последняя вытекает из соседнего озера Хадды, расположенного к северо-востоку.

## Флора и фауна
Берега покрыты заболоченными лиственничниками с подлеском из кедрового стланика и ёрниковыми пустошами. Характерны заросли рододендрона мелколепестного (Rhododendron parvifolium) на моренных увалах, а также редкий вид рябинника (Sorbaria pallasii). Вдоль берегов негустыми зарослями встречается арктофила (Arctophila fulva) и белая калужница (Thacla natans). На мелководье — густые заросли рдеста (Potamogeton perfoliatus), водяной сосенки, а также водяные мхи.
Ихтиофауна озера Хэл-Дэги представлена неркой, двумя формами озёрного гольца Salvelinus sp. - «белым» и «красным», восточно-сибирским подвидом хариуса Thymallus arcticus pallasii Val. и бычком-подкаменщиком Cottus poecilopus Heckel.

## Данные водного реестра
По данным государственного водного реестра России и геоинформационной системы водохозяйственного районирования территории РФ, подготовленной Федеральным агентством водных ресурсов:
- Бассейновый округ — Амурский
- Речной бассейн — Бассейны рек Охотского моря от хребта Сунтар-Хаята до Уды
- Речной подбассейн — нет
- Водохозяйственный участок — Реки бассейна Охотского моря от северо-восточной границы бассейна реки Иня до границы бассейна реки Уда
- Код водного объекта — 20010000111119000001280